# Клан О'Тул

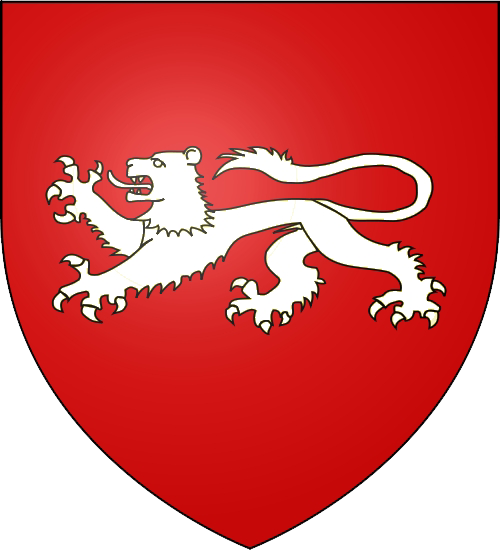
Герб вождів клану О'Тул.

Клан О'Туатайл — (ірл. — Clann Ó Tuathail) — він же: клан О'Тул, клан О'Туахайл — один з ірландських кланів. Виник в королівстві Ленстер (Лагін). Засновником клану вважається король Ленстеру Туатал Мак Авгайре (ірл. — Tuathal Mac Augaire) (помер у 958 році), який належав до династії Ві Дунлайге (ірл. — Uí Dúnlainge). Першим, хто використовував цю назву клану, був його онук Донкаон (ірл. — Doncaon), що був убитий в Лейглін (ірл. — Leighlin) у 1014 році.

## Історія клану О'Туатайл
Земля клану О'Туатайл була розташована на території нинішнього графства Кілдер. Але в ХІІ столітті клан О'Туатайл був витіснений зі своєї землі норманами і мігрував на територію нинішнього графства Віклоу. Територія, яку вони тут контролювали, збігалася з територією старої єпархії Глендалохе з центром їхньої влади в районі Глен Імаал (ірл. — Glen Imaal). Незважаючи на те, що поруч з землями клану О'Туатайл був розташований Дублін — центр англійської колонізації в Ірландії, клан О'Туатайл чинив запеклий опір загарбникам і довго відстоював повну незалежність свого клану. Клан О'Туатайл наводив страх на англійських загарбників і на англійських жителів Дубліна і всього Пейлу — англійської колонії в Ірландії протягом 400 років. Нащадки людей клану О'Туатайл прийняли прізвище О'Тул (O'Toole). Традиція прізвищ в Ірландії розвивалась стихійно — багато призвіщ були видозміненою назвою старовинних кланів — як і в цьому випадку. До клану О'Тул належало чимало видатних людей: церковних діячів, державних діячів - вождів і королів, митців. Був і один єретик з клану О'Тул. Він жив у XIII - XIV століттях, заперечув триєдиність бога, преображення Господнє, вчив, що Біблію не можна розуміти буквально, що Біблія це низка алегорій. Закінчилось тим, що його засудили на смерть і спалили на вогнищі у 1327 році.

## Відомі люди з клану О'Туатайл (О'Тул)
- Лоркан Ва Туатайл (ірл. — Lorcán Ua Tuathail) — відомий як Святий Лоуренс О'Тул (ірл. — Saint Laurence O'Toole) — народився в Кастлдермот (ірл. — Castledermot) (графство Кілдер, Ірландія) у 1128 році. Помер в Ев (Нормандія, Франція) 14 листопада 1180 року. Він був архієпископом Глендалохе в 1171. У той час як він був архієпископом Дубліна він взявся за зброю в боротьбі проти англо-норманських загарбників. Він був канонізований в 1225 році Папою Гонорієм III.

- Мор Ні Туатайл (ірл. — Mór Ní Tuathail) (1114–1191) — була королевою Лейнстера — першою дружиною короля Лейнстера Діармайта Мак Мурхада (ірл. — Diarmait Mac Murchada). Мор була матір'ю Аойфе Лейнстерського (ірл. — Aoife), дружиною Річарда де Клер, граф Пемброк, відомий в історії як Стронгбоу.

- Джон О'Тул (ірл. — John O'Toole) — полковник ірландської бригади у Франції був предком графа О'Тул Ліможа.

- Сержант О'Тул — з дев'ятого Королівського полку, улан британської армії, був нагороджений Хрестом Вікторії за хоробрість під час війни з зулусами в бою, що відбувся 3 липня 1879.

- Джон Лоуренс О'Тул (ірл. — John Lawrence O'Toole) (1832–1906) комік, народився в Лондоні. Отримав освіту у Лондонській школі, потім торгував вином, у 1853 році відмовився від свого бюро в торговців вином, щоб стати актором. Він вперше зіграв у виставі «Іпсвіч» в Лондоні в театрі Сент-Джеймс в 1854 році. У 1874-75 він грав у Сполучених Штатах, і в 1890 році в Австралії. У 1879 він став орендарем театру "Фолі", який після успіху змінив назву на «Театр О'Тул».

- Пітер Шеймус О'Тул (ірл. — Peter Seamus O'Toole) (1932–2013) — відомий ірландський актор театру і кіно. Він отримав три Золотих Глобуса, премію Еммі і вісім номінацій Оскар. Він знявся в таких фільмах, як «Лоуренс Аравійський», «Лев взимку», «Останній імператор», «І до побачення», «Пан Чіпс», «Калігула» і багатьох інших.

## Прізвища, що виникли від клану О'Туатайл
O'Toole
O'Tool
Toole
Tool
Toil
Tooley
Toal
Toale
Tohill
Towle